# Kaldbaksfjørður
Kaldbaksfjørður er en fjord på Færøerne. Den ligger på Streymoys sydøstkyst mellem Kollafjørður og Tórshavn. Fjorden ligger i Tórshavnar kommuna.
Steder langs Kaldbaksfjørður er Kaldbak på nordsiden af fjorden, Sund (bygd) på sydsiden, og inderst i fjorden ligger Kaldbaksbotnur.
Langs sydsiden af fjorden går hovedvejen til Tórshavn, Kaldbaksvegur.

## Turisme
Fra Farstøðin i Tórshavn følger du ruten Yviri við Strond, Eystai Ringvegur og drejer til højre ad Hvítanesvegur, som fører til bygden Hvítanes, hvorfra der er udsigt over Tangafjørður og Færøernes længste fjord, Skálafjørður. Fortsæt videre ad Kaldbaksvegur, og fra el-værket ved Sund har du udsigt ind over hele Kaldbaksfjørður. I bunden af fjorden, over for Kaldbaksbotnur, ses fjeldet Sornfelli. Følg vejen rundt om fjorden og ud til bygden Kaldbak, hvor vejen fører dig tilbage til Tórshavn igen.